# (200418) 2000 SL198
(200418) 2000 SL198 es un asteroide perteneciente al cinturón de asteroides, región del sistema solar que se encuentra entre las órbitas de Marte y Júpiter, descubierto el 24 de septiembre de 2000 por el equipo del Lincoln Near-Earth Asteroid Research desde el Laboratorio Lincoln, Socorro, Nuevo México, Estados Unidos.

## Designación y nombre
Designado provisionalmente como 2000 SL198. 

## Características orbitales
2000 SL198 está situado a una distancia media del Sol de 2,398 ua, pudiendo alejarse hasta 2,630 ua y acercarse hasta 2,166 ua. Su excentricidad es 0,096 y la inclinación orbital 7,221 grados. Emplea 1356,70 días en completar una órbita alrededor del Sol.

## Características físicas
La magnitud absoluta de 2000 SL198 es 16,3. 